# Alur Pinang
Alur Pinang is een bestuurslaag in het regentschap Aceh Selatan van de provincie Atjeh, Indonesië. Alur Pinang telt 860 inwoners (volkstelling 2010).